# Аготе, Луис
Луис Аготе (исп. Luis Agote, 22 сентября 1868 — 12 ноября 1954) — аргентинский врач и исследователь. Ему одному из первых в мире удалось осуществить операцию по непрямому переливанию крови при использовании цитрата натрия в качестве антикоагулянта. Операция была произведена в госпитале Росон (исп. Rawson) в Буэнос-Айресе 9 ноября 1914.

## Биография
Аготе учился в Национальном колледже Буэнос-Айреса (Colegio Nacional de Buenos Aires), после чего поступил в Университет Буэнос-Айреса, где ещё и работал преподавателем. Его диссертация в 1893 году была посвящена одной из форм гепатита. В 1894 году он стал секретарём Национального департамента гигиены и стал заведующим лепрозория на острове Мартин-Гарсия. В 1910 году был избран в парламент, а в 1916 году получил место сенатора в Национальном Конгрессе.
Умер в 1954 году, похоронен на кладбище Реколета.

## Операция по переливанию крови

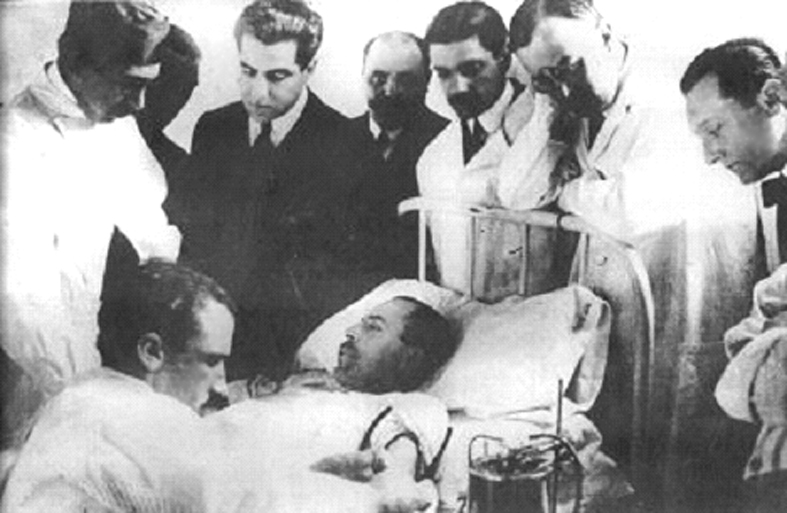
Переливание крови в больнице Росон (Rawson) в Буэнос-Айресе 9 ноября 1914 года

Самую первую документально подтверждённую операцию по переливанию крови осуществил английский врач Ричард Лоуэр между собаками в 1666 году. В 1667 году французский учёный Жан Батиста Денис осуществил переливание крови человеку, используя при этом кровь животного. В 1900 году австрийский врач Карл Ландштайнер обнаружил в крови антигены, ответственные за реакцию агглютинации красных кровяных телец, тем самым вводя систему AB0.
Между тем, операции по прямому переливанию крови не практиковались в начале двадцатого века, так как вне тела было невозможно долго сохранять кровь. Через 6 — 12 минут начинался процесс коагуляции, который приводил к её свёртыванию. Свёртывание крови — естественный защитный механизм организма, направленный на скорейшее заживление раны и сведения к минимуму возможных кровопотерь. Теперь известно, что за процесс тромбообразования отвечают тромбоциты, циркулирующие в кровотоке, а конечным продуктом процесса свёртывания являются фибрины.
Обычно фибрины, как и тромбины, не присутствуют в крови и образуются только при активации. При наличии в крови ионов кальция под действием тромбина происходит полимеризация растворимого фибриногена и образование бесструктурной сети волокон нерастворимого фибрина. Таким образом, добавление цитрата натрия может вывести ионы кальция из крови и тем самым, способствовать предотвращению образования тромбов.